# Séminaire théologique baptiste de Hong Kong
Le Séminaire théologique baptiste de Hong Kong (anglais : Hong Kong Baptist Theological Seminary) est un institut de théologie baptiste à Hong Kong, en Chine. Il est affilié à la Convention baptiste de Hong Kong. L'école offre des formations de théologie évangélique.

## Histoire

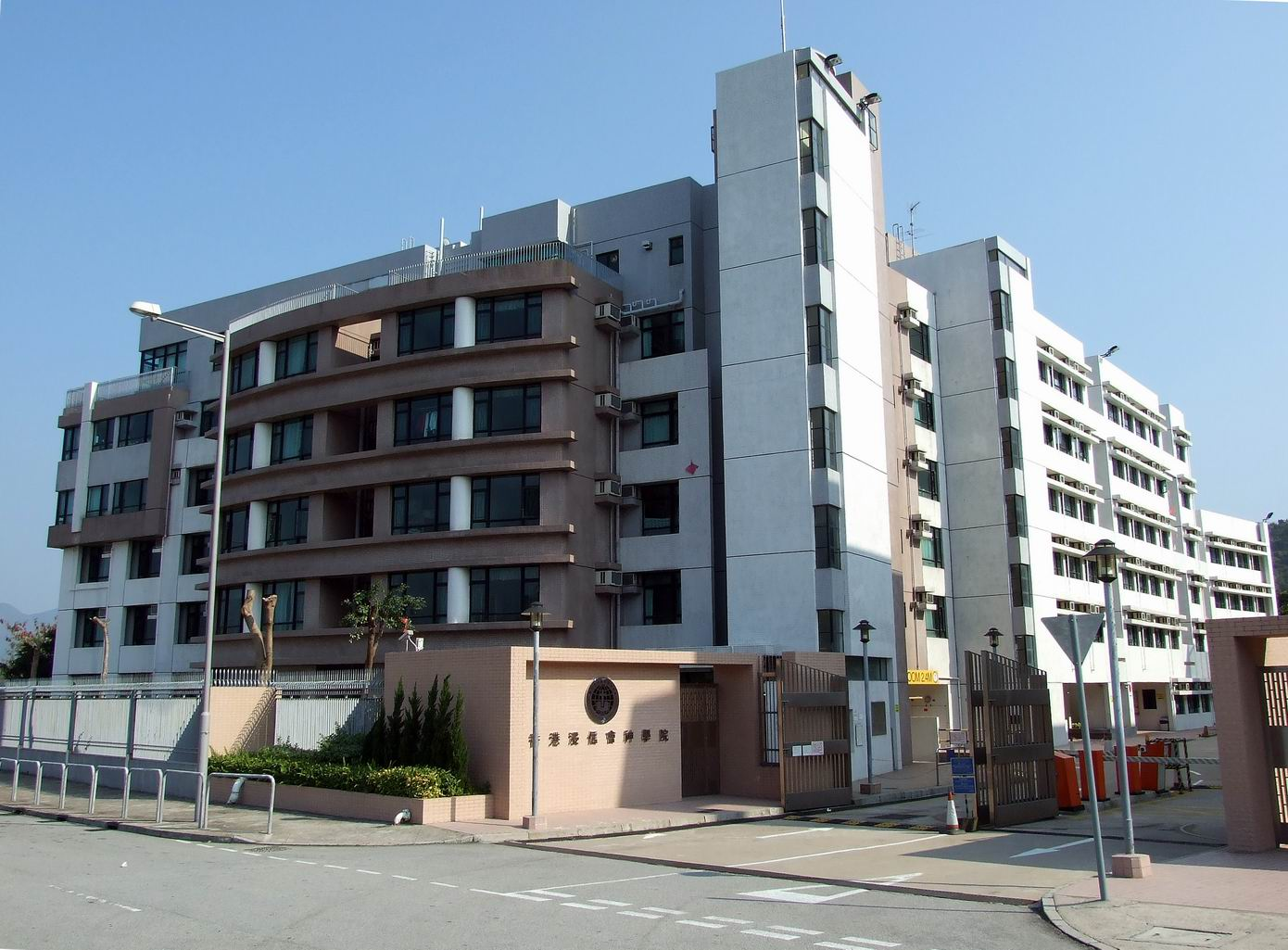
Séminaire théologique baptiste de Hong Kong, 2008

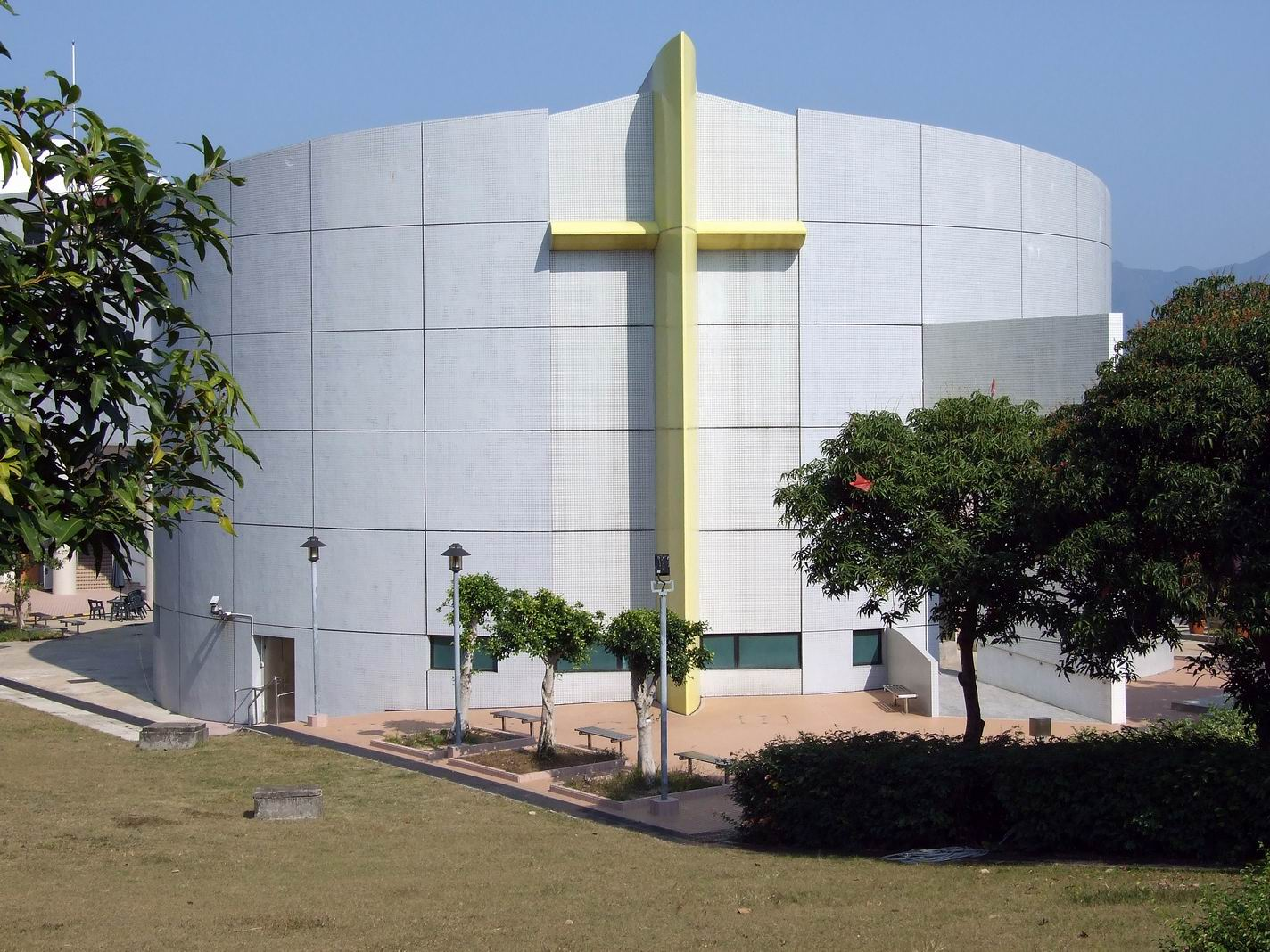
Église du campus, 2008

L'école a été fondée en 1951 par la Convention baptiste de Hong Kong dans les locaux de la Kowloon City Baptist Church.  En 1958, elle a inauguré un nouveau campus. En 1999, elle a déménagé dans son bâtiment actuel,. 

## Programmes
L’école offre des programmes en théologie évangélique, dont des certificats, des baccalauréats, masters et un doctorat .